# Europeiska unionens officiella tidning
Europeiska unionens officiella tidning (EUT), tidigare Europeiska gemenskapernas officiella tidning (EGT), är en officiell tidning som ges ut av Europeiska unionen varje vardag på unionens samtliga 24 officiella språk. I EUT offentliggörs bland annat antagna rättsakter.
EUT distribueras av Publikationsbyrån och omfattar två serier: lagstiftning (L) och meddelanden och upplysningar (C). L-serien innehåller bland annat förordningar, direktiv, beslut, rekommendationer och yttranden, medan C-serien innehåller bland annat sammanfattningar av avkunnade domar av EU-domstolen, rapporter från Europeiska revisionsrätten och protokoll från Europaparlamentets sammanträden. Utöver L- och C-serierna finns även en bilaga, S-serien, som innefattar information om unionens offentliga upphandlingar. Rättsakter som offentliggörs i EUT tilldelas ett celexnummer.
EUT gavs ut för första gången den 30 december 1952, under namnet ”Europeiska kol- och stålgemenskapens officiella tidning”. Efter upprättandet av Europeiska gemenskaperna ändrades namnet till ”Europeiska gemenskapernas officiella tidning”. Genom Nicefördraget, som trädde i kraft den 1 februari 2003, fick EUT sitt nuvarande namn. Sedan den 1 juli 2013 är i regel endast den elektroniska versionen av EUT giltig med rättsverkan; denna finns tillgänglig genom EUR-Lex. Rättsakter publiceras sedan den 1 oktober 2023 separat i EUT, istället för i utgåvor med flera rättsakter.

## Handlingar som offentliggörs

### Offentliggörande enligt fördragen
Följande handlingar måste enligt unionens fördrag alltid offentliggöras i EUT:
- Lagstiftningsakter[4]
- Andra förordningar och direktiv som riktar sig till samtliga medlemsstater[4]
- Andra beslut som inte anger till vem eller vilka de riktar sig[4]
- Europeiska revisionsrättens årsrapport,[5] inklusive förklaringen om räkenskapernas tillförlitlighet[6]

Bindande rättsakter träder i kraft den dag som anges i rättsakten eller, om sådana bestämmelser saknas, tjugo dagar efter offentliggörandet.

### Offentliggörande enligt offentlighetsförordningen
Följande handlingar måste enligt offentlighetsförordningen alltid offentliggöras i EUT, om inte särskilda skäl motiverar att handlingen i fråga sekretessbeläggs:
- Förslag från Europeiska kommissionen
- Ståndpunkter som antas av Europaparlamentet och Europeiska unionens råd under behandlingen av ett utkast till lagstiftningsakt
- Internationell avtal som rör den gemensamma utrikes- och säkerhetspolitiken

Offentlighetsförordningen föreskriver att även följande handlingar ska offentliggöras i största möjliga utsträckning:
- Initiativ som läggs fram av en eller flera medlemsstater
- Andra direktiv och beslut än de som måste offentliggöras enligt fördragen
- Rekommendationer och yttranden

Det är upp till varje institution att i sin arbetsordning besluta om vilka övriga handlingar som ska offentliggöras i EUT.

### Andra offentliggöranden
Exempel på andra typer av offentliggöranden i EUT innefattar:
- Avkunnade domar av EU-domstolen
- Rapporter från Europeiska revisionsrätten
- Protokoll från Europaparlamentets sammanträden
- Meddelanden om rekryteringar och allmänna uttagningsprov